# Вулиця Князя Ольгерда
Вулиця Князя Ольгерда — вулиця в Черкасах, яка є однією з головних вулиць мікрорайону Митниця. Продовженням вулиці Князя Ольгерда є вулиця Володимира Великого.

## Розташування

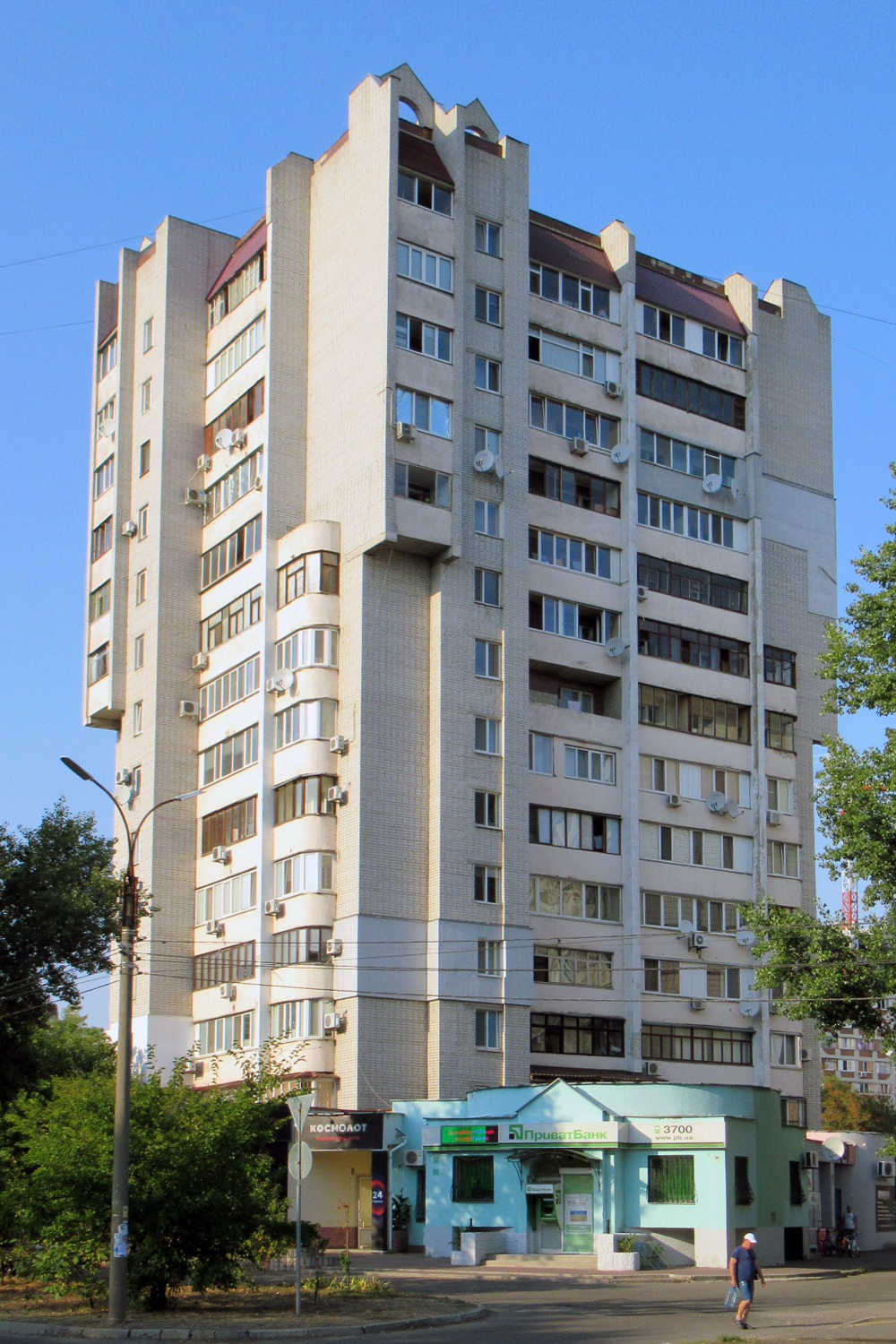
№ 47 – типовий проєкт 124-87-151

Починається від парку «Сосновий Бір» і закінчується узвозом Старособорним.

## Походження назви
Вперше вулиця згадується 1893 року як Єврейська, але тоді вона проходила до вулиці Старобазарна (узвіз Замковий). Далі простягалась вулиця Красна. В 1923 році нове продовження вулиця Красної називалось Іванівською вулицею. В 1941 році всі 3 вулиці були об'єднані в одну, назвали її на честь Шолом Алейхема. Під час німецької окупації в 1941-1943 роках вулиця називалась Кошовою, потім їй було повернуто довоєнну назву. З 1961 до 2023 року вулиця носила назву на честь радянського космонавта Юрія Гагаріна.
13 липня 2023 року Черкаська міська рада перейменувала частину вулиці Гагаріна від парку Сосновий бір до узвозу Старособорного на честь Великого князя литовського Ольгерда.